# Linden Ashby
Clarence Linden Garnett Ashby III (ur. 23 maja 1960 w Atlantic Beach na Florydzie) − amerykański aktor telewizyjny i filmowy. Najbardziej znany jako Johnny Cage w filmie Mortal Kombat (1995), gdzie zastąpił Brandona Lee, który zginął tragicznie w 1993 roku. Do tej roli został przeszkolony w karate i taekwondo.

## Życiorys

### Wczesne lata
Przyszedł na świat w Atlantic Beach na Florydzie, jako najmłodsze z trojga dzieci organizatorki obywatelskiej Eleanor (z domu Johnson) i Clarence’a Lindena Garnetta Ashby Jr., producenta farmaceutycznego. Ma dwie starsze siostry. Po ukończeniu prywatnej szkoły Bolles High School w Jacksonville na Florydzie, uczęszczał na wydział biznesu i psychologii do Fort Lewis College w Durango, w stanie Kolorado. Studiował aktorstwo w nowojorskim Neighborhood Playhouse.

### Kariera
Jedną z jego pierwszych ról telewizyjnych był Lance Reventlow, kierowca wyścigowy, jedyny syn Barbary Hutton (Farrah Fawcett) w uhonorowanym Złotym Globem miniserialu NBC Biedna mała bogata dziewczynka (Poor Little Rich Girl: The Barbara Hutton Story, 1987).
W operze mydlanej Melrose Place (1997-98) pojawił się jako doktor Brett Cooper. Za rolę Camerona Kirstena w operze mydlanej Żar młodości (The Young and the Restless, 2003–2004) zdobył nominację do nagrody Soap Opera Digest. Sławę przyniosła mu natomiast rola Johnny’ego Cage’a w filmie Mortal Kombat (1995).

## Życie prywatne
19 kwietnia 1986 poślubił aktorkę Susan Walters. Mają dwie córki: Frances Grace (ur. 1991) i Savannę Elizabeth (ur. 1992).

## Filmografia

### Filmy fabularne
- 2001: Twarzą w twarz z wrogiem (Facing the Enemy) jako Griff McCleary
- 2002: Fits and Starts
- 2002: Wrobieni (Whacked!) jako Bolen
- 2003: Shrink Rap jako Brian
- 2003: The Company You Keep jako Harry
- 2003: A Woman Hunted jako detektyw Webster
- 2004: Dzikie żądze 2 (Wild Things 2) jako detektyw Morrison
- 2005: Lodowe piekło (Sub Zero) jako Soloman Davis
- 2007: Resident Evil: Zagłada (Resident Evil: Extinction)
- 2008: Bal maturalny (Prom Night) jako wuj Jack Turner
- 2008: Impact Point jako detektyw Adams
- 2009: Wieczny student 3 (Van Wilder:Freshman Year) jako ojciec Vana
- 2009: Naprzeciw ciemności (Against the Dark) jako Cross
- 1990: Nocny anioł (Night Angel) jako Craig
- 1990: Pan i pani Bridge (Mr. & Mrs. Bridge)
- 1992: Inside Out III jako Jerry Van Anthony
- 1992: Śmierć w słońcu (Into the Sun) jako Dragon
- 1994: Wyatt Earp jako Morgan Earp
- 1994: Osiem sekund (8 Seconds) jako Martin Hudson
- 1994: Rzeź niewiniątek (Slaughter of the Innocents) jako oficer Olmon
- 1995: Mortal Kombat jako Johnny Cage
- 1996: Cadillac Ranch jako Beau
- 1997: Wybuch (Blast) jako Jack Bryant
- 1998: Schronienie (Shelter) jako Jimmy Parker
- 1999: Dzień sądu ostatecznego (Judgment Day) jako Corbett
- 1999: Time of Her Time jako Sergius O’Shaughnessy
- 2000: Tik-tak(Tick Tock) jako Travis
- 2000: Niebezpieczne zauroczenie (Dangerous Attraction) jako Neil/Dan Paterson

### Filmy TV
- 1987: Biedna mała bogata dziewczynka (Poor Little Rich Girl: The Barbara Hutton Story) jako dorosły Lance Reventlow
- 1987: Werewolf jako Świadek #2
- 1991: Doskonała panna młoda (The Perfect Bride) jako Ted
- 1992: Fifteenth Phase of the Moon jako Jason
- 1994: Green Dolphin Beat jako Dave Henderson
- 1996: Mroczny anioł (Dark Angel) jako Harry Foley
- 1997: Kto skorzysta (The Beneficiary) jako Jimmy Price
- 1998: Jezioro (The Lake) jako dr Jeff Chapman
- 1998: Piękno w twoich oczach (Beauty) jako Mark Kramer
- 1999: Where the Truth Lies jako Carter Tamiran
- 2002: Snajper 2 (Sniper 2) jako McKenna
- 2005: Dzikie żądze: Nieoszlifowane diamenty (Wild Things: Diamonds in the Rough) jako detektyw Morrison
- 2005: Zabójca jest w domu (A Killer Upstairs) jako Lyle Banner
- 2006: Wymarzona druhna (Maid of Honor) jako Richard Wynn
- 2006: Ostatni zjazd (Last Exit) jako Scott Burke
- 2008: Dead at 17 jako Curt Masterson

### Seriale TV
- 1987: Jeden z dziesięciu (1st & Ten)
- 1987: Werewolf jako Świadek #2
- 1989: China Beach jako Phillip
- 1989: Loving jako Curtis Alden #4
- 1989-91: Adam 12 jako oficer Honeycutt
- 1991: Equal Justice jako Charles
- 1990: Hardball
- 1990: MacGyver jako Brett Reynolds
- 1997: Spy Game jako Lorne Cash
- 1997-98: Melrose Place jako dr Brett Cooper
- 1998: Statek miłości (The Love Boat: The Next Wave) jako Joe Spenser
- 2000: Sąsiedzka wojna (The War Next Door) jako Kennedy Smith
- 2001: Tajne akcje CIA (The Agency)
- 2002: CSI: Kryminalne zagadki Las Vegas (CSI: Crime Scene Investigation) jako detektyw Drew Wolf
- 2003–2004: Żar młodości (The Young and the Restless) jako Cameron Kirsten
- 2005: Ryzykanci (Eyes) jako Michael Tobin
- 2005: CSI: Kryminalne zagadki Miami (CSI: Miami) jako Steven Hardy
- 2007: Ryzykanci (Eyes) jako Michael Tobin
- 2008: Dni naszego życia (Days of Our Lives) jako Paul Hollingsworth
- 2011–2017: Nastoletni wilkołak (Teen Wolf) jako szeryf Noah Stilinski